# Грабовець (гміна)
Гміна Грабовець (пол. Gmina Grabowiec) — сільська гміна у східній Польщі. Належить до Замойського повіту Люблінського воєводства. Центр — колишнє місто Грабовець.
Станом на 31 грудня 2011 у гміні проживало 4405 осіб.

## Площа
Згідно з даними за 2007 рік площа гміни становила 128.88 км², у тому числі:
- орні землі: 85.00 %
- ліси: 10.00 %

Таким чином, площа гміни становить 6.88 % площі повіту.

## Населення
Станом на 31 грудня 2011:
| Опис     | Загалом | Загалом | Чоловіки | Чоловіки | Жінки | Жінки |
| -------- | ------- | ------- | -------- | -------- | ----- | ----- |
| одиниця  | осіб    | %       | осіб     | %        | осіб  | %     |
| все      | 4405    | 100     | 2193     | 49.78    | 2212  | 50.22 |
| міське   | 0       | 100     | 0        |          | 0     |       |
| сільське | 4405    | 100     | 2193     | 49.78    | 2212  | 50.22 |

## Сусідні гміни
Гміна Грабовець межує з такими гмінами: Красничин, Мйончин, Сітно, Скербешів, Тріщани, Ухані, Войславичі.

## Історія
Гміна Грабовець утворена в 1867 р. у складі Грубешівського повіту Люблінської губернії Російської імперії. 1 січня 1870 р. до складу волості включений Грабовець, щойно позбавлений прав міста і зведений до статусу селища. Територія становила 19 310 морги (приблизно 102,37 км²), було 6 513 мешканців.
У 1880 р. до складу волості входили:
1. Грабовець — фільварок
2. Грабовець — село
3. Броніславка — село
4. Щелятин — село
5. Дворисько — село

За переписом 1905 р. у волості було 8168 десятин землі (приблизно 89,23 км²), 902 будинки і 10 958 мешканців.
У 1915 р. перед наступом німецьких військ російською армією спалені українські села і більшість українців були вивезені углиб Російської імперії, звідки повертались уже після закінчення війни. Натомість поляків не вивозили. В 1919 р. після окупації Польщею Холмщини гміна у складі повіту включена до Люблінського воєводства Польської республіки.
1 квітня 1929  р. село Високе з гміни Грабовець Грубешівського повіту передане до гміни Скербешів Замойського повіту.